# Skotlands førsteminister
Skotlands førsteminister (engelsk: The First Minister of Scotland, skotsk gælisk: Prìomh Mhinistear na h-Alba, skotsk: Heid Meinister o Scotland) er den politiske leder af Skotland og chef for den skotske regering.
Embedet som Skotlands førsteminister blev oprettet den 7. maj 1999.

## Førsteministre i Skotland
- 1999 – 2000: Donald Dewar, Scottish Labour Party (SLP)
- oktober 2000: Jim Wallace, baron Wallace af Tankerness (fungerende), Liberal Democrats (LD)
- 2000 – 2001: Henry McLeish, (SLP)
- november 2001: Jim Wallace, baron Wallace af Tankerness (fungerende), (LD)
- 2001 – 2007: Jack McConnell, (SLP)
- 2007 – 2014: Alex Salmond, Scottish National Party (SNP)
- 2014 – 2023: Nicola Sturgeon, (SNP)
- 2023 – 2024: Humza Yousaf, (SNP)
- 2024 – nu: John Swinney, (SNP)

## Viceførsteministre i Skotland
- 1999 – 2005: Jim Wallace, baron Wallace af Tankerness, Liberal Democrats (LD)
- 2005 – 2007: Nicol Stephen, baron Stephen, (LD)
- 2007 – 2014: Nicola Sturgeon, Scottish National Party, (SNP)
- 2014 – 2023: John Swinney, (SNP)
- 2023 – nu: Shona Robison, (SNP)